# Antitrinitarismo
Antitrinitarismo refere-se a uma corrente monoteísta, especialmente no contexto do cristianismo, que rejeita a doutrina na Trindade.Esta doutrina sustenta que Deus é um único ser composto por três pessoas diatintas - Pai, Filho e Espírito Santo - que são coeternas, coiguais e  indivisíveis em um ser ou essência (do grego ousia, significando substância). A formulação clássica desta crença foi estabelecida no Primeiro Concílio de Constantinopla. Alguns grupos religiosos que emergiram durante a Reforma Protestante são historicamente conhecidos como não-trinitários.
De acordo com as igrejas que consideram a decisão do concílio ecumênico, a Trindade foi definida no concílio do século IV, no Primeiro Concílio de Niceia, como dogma central da fé católica e declarou a plena divindade do Filho, enquanto o Primeiro Concílio de Constantinopla declarou a divindade e personalidade do Espírito Santo. Alguns conselhos posteriores ao de Niceia (325), mas anteriores ao de Constantinopla (381), como o Concílio de Rimini (359), descritos como a "coroação da vitória do arianismo", discordaram da fórmula trinitária do Concílio de Niceia.
Em termos de número de adeptos, as denominações não-trinitárias compreendem uma minoria do cristianismo moderno. As maiores denominações cristãs não-trinitárias são: Pentecostais do Nome de Jesus; Mórmons, Testemunhas de Jeová; Adventistas Unitários;, Adventistas Bereanos; La Luz del Mundo e Iglesia ni Cristo. Embora existam vários outros grupos menores, incluindo: Cristadelfianos; Ciência Cristã; Dawn Bible Students; Living Church of God; Assemblies of Yahweh; Israelite Church of God in Jesus Christ; Membros da Igreja de Deus Internacional; Cristãos Unitaristas; Cristãos Universalistas Unitários; Congregação Israelita da Nova Aliança; The Way International; Igreja Internacional de Deus e United Church of God.

## Argumentos Antitrinitários

### Arianismoe Igreja primitiva
Ário (256-336) era um presbítero encarregado de uma paróquia na cidade de Alexandria. Alexandre (bispo de Alexandria) tentava explicar a ‘unidade da Santa Trindade’. Ário divergia dos pontos de vista expostos por Alexandre. Um tipo de sínodo dos presbíteros da cidade foi convocado, e a questão foi discutida. Ambas as partes declararam vitória, e a controvérsia se espalhou. Então Alexandre convocou um concílio de cem bispos, pela maioria dos quais os pontos de vistas de Alexandre foram endossados. Nisso, Ário foi ordenado a abandonar suas próprias opiniões, e a adotar as de Alexandre. Ário se recusou, e Alexandre o excomungou (no Concílio de Antioquia de 325 d.C) e a todos os que com ele mantinham a mesma opinião, dos quais havia um número considerável de bispos e de outros clérigos, e muitos do povo.
Desde então, Ário passou a ser considerado herege e foi excomungando da Igreja Católica. Ário advogava que somente o Pai era Deus eterno, mas que Jesus Cristo era Filho do Pai (da mesma substância divina deste) gerado (não criado) na eternidade pelo Pai, advogava, ainda, que o Espírito Santo não era uma personalidade distinta e separada do Pai e do Filho que compunha a Divindade, mas que se tratava da essência de ambos que era partilhada com os filhos e filhas de Deus de inúmeras formas: poder, vento e inspiração. Sendo referente a personificação da presença de Jesus Cristo, ou de Jesus e seu Pai; como fogo, como voz etc.: As possibilidades de materialização e personificação do Espírito Santo do Pai e do Filho poderiam ser diversas segundo a crença ariana.

### Influências Históricas
Os que não acreditam na trindade advogam que esse dogma teve influência pagã ao longos dos anos por meio do sincretismo helenístico em que a Igreja sofreu grande influência da cultura greco-romana. Muitos séculos antes da formação da Igreja Católica e da própria comunidade cristã havia tríades, ou trindades, de deuses na antiga Babilônia e Assíria. A “Enciclopédia Larousse de Mitologia”, fala de uma dessas tríades naquela região da Mesopotâmia: “O universo era dividido em três regiões, cada qual se tornando o domínio de um deus. A parte de Anu era o céu. A terra foi dada a Enlil. E a tornou-se governante das águas. Juntos constituíam a tríade dos Grandes Deuses."
Na Roma Antiga, no Egito, no Iraque (Babilônia dos caldeus) e na Pérsia Antiga haviam as trindades base, composta por Pai, Filho e deusa-mãe. No Egito Antigo a trindade era composta por Hórus, Ísis e Osíris; na Grécia era composta por Zeus, Maia e Hermes; em Roma por Júpiter, Juno e Minerva; na Índia por Brahma, Vishnu e Shiva.
Ainda, segundo o Catecismo da Igreja Católica para a formulação do dogma da Trindade, a Igreja teve de elaborar uma terminologia própria, com a ajuda de noções de origem filosófica, o que evidencia a influência do helenismo e sua mistura de diversas crenças espalhadas onde o Império Grego alcançou.
Quase todas as igrejas ainda se apegam ao seu conceito trinitário confuso sobre Deus que a Igreja Católica Romana o fez. É claramente declarado em The Catholic Encyclopedia sob o verbete “Trindade”. Depois de citar parte do Credo Atanásiano, ela declara: “Isto é o que a Igreja ensina.” A Igreja Anglicana também endossa os credos dos Apóstolos, de Nicéia e de Atanásio. A Igreja Episcopal, protestante, também o faz, explicando que “está longe de pretender afastar-se” da Igreja Anglicana “em qualquer ponto essencial de doutrina”. Os grupos luteranos também adotam estes credos. A constituição da Igreja Luterana da América, Artigo II, seção 4, diz: “Esta igreja aceita os credos dos Apóstolos, de Nicéia e de Atanásio como declarações verazes da fé da Igreja.”
De modo similar, a constituição da Igreja Unida de Cristo declara: “Reivindica como sua a fé da Igreja histórica, expressa nos antigos credos . . . "Os presbiterianos adotam o Credo de Nicéia, e o mesmo fazem os grupos grandes dos metodistas. Estas religiões adotam oficialmente o conceito trinitarista. Embora os grupos batistas, em geral, não aprovem credos, o Secretário Geral Adjunto da Convenção Batista Americana observou a respeito do Credo Atanasiano: “Estou certo de que a maioria dos batistas americanos estaria em substancial acordo com o seu conteúdo.”
É verdade que certas igrejas da cristandade não endossam oficialmente nenhum credo, mas, quase todas elas adotam o dogma trinitarista que estes desenvolveram. Quanto a isso, John J. Moment escreveu no seu livro We Believe (Cremos) a respeito do Credo Atanasiano: “Suas definições estereotípicas continuaram a ser aceitas no Protestantismo, mais ou menos conscientemente, como norma de ortodoxia.”

### Citações das Escrituras
Grupos religiosos não trinitários usam citações das escrituras para justificar a impossibilidade da existência de três figuras divinas coeternas. Essas interpretações bíblicas costumam ser baseadas em declarações de Jesus Cristo e dos primeiros apóstolos que sugerem uma diferença entre a figura do pai e do filho, além de uma ausência de informações sobre o espirito santo.
- “E a vida eterna é esta: que todos conheçam a ti, que és o único Deus verdadeiro; e conheçam também Jesus Cristo, que enviaste ao mundo.” João 17:3 (BLH)
- “Todavia, para nós há um só Deus, o Pai, (...) e um só Senhor, Jesus Cristo...” – 1 Coríntios 8:6.
- “Porque há um só Deus, e um só Mediador entre Deus e os homens, Cristo Jesus, homem.” 1 Timóteo 2:5.
- “Disse-lhe Jesus: (...) vai a meus irmãos e dize-lhes que eu subo para meu Pai e vosso Pai, meu Deus e vosso Deus” João 20:17
- “Antes de haver abismos, fui gerada, (...). Antes que os montes fossem firmados, antes dos outeiros eu nasci, quando ele ainda não tinha feito (...) nem sequer o princípio do pó do mundo.” – Provérbios 8:22 a 26 em paralelo com Hebreus “Pois a nenhum dos anjos disse jamais: Tu és meu Filho, eu hoje te gerei.” Hebreus 1:5.
- “Havendo Deus antigamente falado muitas vezes, (...), nestes últimos dias a nós nos falou pelo Filho, a quem constituiu herdeiro de todas as coisas, e por quem fez também o mundo.” Hebreus 1:1-2
- “...o Pai tem vida em si mesmo, assim também concedeu ao Filho ter vida em si mesmo.” João 5:2
- Pois Ele “tudo sujeitou debaixo de seus pés”. Porquanto, quando se afirma que “tudo” lhe foi submetido, é evidente que isso não inclui o próprio Deus, que conduziu todas as coisas à submissão de Cristo. Todavia, quando tudo lhe estiver sujeito, então o próprio Filho se submeterá àquele que todas as coisas lhe colocou aos pés, a fim de que Deus seja absolutamente tudo em todos. (1 Coríntios 15:27, 28, King James Atualizada)
- [..] Se vocês me amassem, ficariam alegres, sabendo que vou para o Pai, pois o Pai é mais poderoso do que eu. (João 14:28, Nova Tradução da Linguagem de Hoje)
- “Porque não desci do céu para fazer a minha vontade, e sim a vontade daquele que me enviou.” (João 6:38)
- "O que eu ensino não é meu, mas pertence àquele que me enviou.” (João 7:16, Tradução do Novo Mundo)
- “Ninguém sabe nada a respeito daquele dia e hora, nem os anjos no céu, nem o Filho, mas somente o Pai.” (Marcos 13:32, Edição Pastoral)

### A fórmula batismal deMateus 28:19
Os antitrinitários também acreditam que a fórmula batismal em nome da trindade não está correta, pois apresentam diversas fontes, que elencaremos a baixo, evidenciando o enxerto dessa passagem nas Escrituras, assim como todo o contexto do livro de Atos dos Apóstolos como evidência complementar que o batismo correto deve ser ministrado apenas "... em nome de Jesus Cristo" conforme todos os textos relacionados ao batismo no Novo Testamento ao próprio ato praticado pelos apóstolos de Jesus Cristo conforme Colossenses 3:17; Tiago 5:14; Atos 16:18; Atos 2:38; 8:16; 10:48; 19:5; 22:16; Romanos 6:3; Gálatas 3:27.
"A fórmula batismal foi mudada do nome de Jesus Cristo para as palavras Pai, Filho e Espírito Santo pela Igreja Católica no II século; sempre nas fontes antigas menciona que o batismo era em nome de Jesus Cristo" - Enciclopédia Britânica, 11ª ed. vol. 3. pág 82, 365-366.
"A religião primitiva sempre batizava em nome do Senhor Jesus até o desenvolvimento da doutrina da trindade no 2º século." Enciclopédia Britânica, 11ª ed. vol. 3. pág 53.
"O batismo cristão era administrado usando o nome de Jesus. O uso da fórmula trinitária de nenhuma forma foi sugerida pela história da igreja primitiva; o batismo foi sempre em nome do Senhor Jesus até o tempo do mártir Justino quando a fórmula da trindade foi usada."  Enciclopédia Britânica, 11ª ed. vol. 2. pág 377-378 e 389.
Segundo George Howard, professor emérito e chefe do departamento de religião da Universidade da Geórgia e phD. no Hebrew Union College, de acordo suas pesquisas sobre Novo Testamento e sobre os Netzarin (corrente judaica messiânica); o texto correto de Mateus 28:19 deveria ser grafado da seguinte forma: "Ide e tornai todas as nações discípulas em meu nome, ensinando-as a observar tudo o que eu vos ensinei". Esta versão é corroborada com o comentário da nota de rodapé da Bíblia de Jerusalém sobre o mesmo texto que assim reza: "É possível que, em sua forma precisa, essa fórmula reflita influência do uso litúrgico posteriormente fixado na comunidade primitiva. Sabe-se que o livro do Atos fala em "batizar em nome de Jesus". Mais tarde deve ter-se estabelecido a associação do batizado às três pessoas da trindade"

### Rebate a textos usados a favor da trindade
Alguns textos usados pelos defensores da Trindade também são rebatidas pelos antitrinitários.
João 1:1 - É descrito que embora Jesus seja chamado de "Deus", "Theós" em grego, o contexto da época mostra que as pessoas acarretavam a palavra a muitos deuses, empregando ela a qualquer ser espiritual, poderoso ou divino, e que não necessariamente se fere ao Deus todo poderoso e pai de Jesus.
Também é citada a ausência do artigo definido na escrita grega original ao chamar Jesus de Deus, o que não acontece na primeira citação em que ele estava com "Deus".

## A evolução dos Credos na Igreja Católica
É provável que hoje em dia, a maioria dos frequentadores das igrejas creem que foi Jesus Cristo e os seus apóstolos, aqueles que desenvolveram a doutrina da Trindade. No entanto, o Professor E. Washburn Hopkins explica no seu livro Origin and Evolution of Religion (Origem e Evolução da Religião), na página 336: “A doutrina da trindade era evidentemente desconhecida a Jesus e a Paulo; de qualquer modo, não dizem nada sobre ela.” Não formularam nenhum credo definindo a Trindade.

### Trindade não reconhecida nos primeiro credo histórico
Foi observado pelo professor episcopal de história eclesiástica James Arthur Muller: “Esta falta de uma doutrina formulada da Trindade reflete o pensamento teológico do segundo século. Nas obras de Justino, o Mártir, que escreveu por volta de 150 A. D., enfatiza-se a pré-existência do Filho, no entanto, em relação ao Pai, fala-se Dele como estando ‘em segundo lugar’.” - Creeds and Loyalty, página 9. Mesmo perto do fim do segundo século, o destacado clérigo Ireneu fala de Cristo como estando subordinado a Deus, não igual a ele. - Veja Irenaeus Against Heresies, Livro 2, capítulo 28, seção 8. De modo que a Trindade era desconhecida aos primitivos eclesiásticos. Realmente foi uns 400 anos ou mais após a morte de Cristo que o conceito de “três pessoas em um só Deus” foi finalmente formulado por homens e introduzido na igreja.

### O Credo de Nicéia
Por volta do quarto século, alguns eclesiásticos, inclusive o jovem arcediago Atanásio, argumentavam que Jesus e Deus eram a mesmíssima pessoa. Por outro lado, homens tais como o presbítero Ário apegavam-se à posição bíblica, de que Jesus fora gerado por Deus e era subordinado ao seu Pai. Em 325 d.C., reuniu-se em Nicéia, na Ásia Menor, um concílio eclesiástico convocado pelo imperador romano Constantino para resolver tais questões. Neste concílio, o imperador pagão Constantino favoreceu o lado de Atanásio. Portanto, os conceitos expressos por Ário foram declarados heréticos.
“Mas os que dizem que houve tempo em que não existia; ou que não existia antes de ser gerado; ou que foi feito daquilo que não teve princípio; ou que afirmam que o Filho de Deus é de qualquer outra substância ou essência, ou criado, ou variável, ou mutável, estes são anatemizados [amaldiçoados] pela Igreja Católica e Apostólica.” - Cyclopedia de M'Clintock & Strong, Volume 2, páginas 559-563.
Digno de nota é também o fato de que o credo original redigido em Nicéia não atribuiu personalidade ao Espírito Santo. Todavia, adições posteriores, que se crê terem sido feitas pelo Concílio de Constantinopla, em 381 d.C., fizeram isso. O credo ou símbolo redigido em Nicéia, em 325 d.C., com as suas alterações posteriores, passou para a história como o Credo de Nicéia. Reza do seguinte modo:
Creio em um só Deus, Pai onipotente, Criador do Céu e da Terra, de todas as coisas visíveis e invisíveis. E em um só Senhor Jesus Cristo, Filho unigênito de Deus, nascido do Pai antes de todos os séculos; Deus de Deus, Luz da Luz, Deus verdadeiro do Deus verdadeiro; gerado, não criado, consubstancial com seu Pai, por quem todas as coisas foram feitas; o Qual, por causa de nós homens e por causa da nossa salvação, desceu dos céus e, por virtude do Espírito Santo, tomou carne da Virgem Maria e foi feito homem. Também, por nós foi crucificado sob Pôncio Pilatos, sofreu e foi sepultado; e ressuscitou no terceiro dia, conforme as Escrituras, e subiu para o céu; está assentado à direita de seu Pai e outra vez há de vir, com glória, para julgar os vivos e os mortos; e do seu Reino não haverá fim. E (creio) no Espírito Santo, Senhor e vivificador, que procede do Pai e do Filho; o qual simultaneamente com o Pai e o Filho, é adorado e conglorificado; o qual falou pelos profetas. E em uma só Igreja Santa, Católica e Apostólica. Confesso um só batismo para a remissão dos pecados e espero a ressurreição dos mortos e a vida do século vindouro. Amém.

### O Credo de Atanásio
O Símbolo de Atanásio define a Trindade:

...que adoremos um só Deus em Trindade e a Trindade na Unidade, nem confundindo as Pessoas, nem separando a Substância. Na verdade, uma é a Pessoa do Pai, outra a do Filho, outra a do Espírito Santo; mas uma só é a Divindade do Pai, do Filho e do Espírito Santo; igual a glória, coeterna a majestade. Qual é o Pai, tal o Filho, tal o Espírito Santo. Incriado é o Pai, incriado o Filho, incriado o Espírito Santo. Imenso é o Pai, imenso o Filho, imenso o Espírito Santo. Eterno é o Pai, eterno o Filho, eterno o Espírito Santo. E, no entanto, não (há) três eternos, mas um só Eterno; assim como não (há) três incriados, nem três imensos, mas um só incriado e um só imenso. Igualmente onipotente é o Pai, onipotente o Filho, onipotente o Espírito Santo; e, no entanto, não (há) três onipotentes, mas um só é o Onipotente. Assim, o Pai é Deus, o Filho é Deus, o Espírito Santo é Deus; e, no entanto, não são três deuses, mas Deus é um só. Assim, o Pai é Senhor, o Filho é Senhor, o Espírito Santo é Senhor; e, no entanto, não são três senhores, mas um só é o Senhor. Pelo que, assim como somos obrigados, na verdade cristã, a confessar cada uma Pessoa, singularmente, como Deus e Senhor, assim nos é proibido, pela religião católica, dizer três Deuses ou três Senhores. O Pai por ninguém foi feito, nem criado, nem gerado. O Filho só pelo Pai foi: não feito, nem criado, mas gerado. O Espírito Santo, pelo Pai e pelo Filho: não foi feito, nem criado, nem gerado, mas deles procede. Um só, portanto, é o Pai; não três Pais; um só, o Filho; não três Filhos; um só, o Espírito Santo; não três Espíritos Santos. E nesta Trindade nada é primeiro ou posterior; nada maior ou menor; mas todas as três Pessoas são a si coeternas e coiguais. Portanto, por tudo, assim como acima já foi dito, deve ser adorada a Unidade na Trindade e a Trindade na Unidade. Portanto, quem quiser se salvar, assim sinta (pense) da Trindade.
Portanto, a doutrina da Trindade foi finalmente formulada muitas centenas de anos após a morte de Jesus Cristo. Nas palavras do teólogo N. Leroy Norquist, “Os homens experimentaram palavras, afiaram frases, até que definiram a relação das três ‘pessoas’ da Trindade de tal modo, que finalmente podiam dizer: ‘A menos que creia nisso, não é verdadeiro crente.’” Assim se formulou, portanto, o conceito sobre Deus adotado agora na maioria das igrejas.

## Declarações Diversas nas Denominações Cristãs
- Igreja Católica: "Nossos oponentes (os protestantes) as vezes reivindicam que nenhuma crença deveria ser dogmatizada que não seja explicitamente declarada na Bíblia; mas as igrejas protestantes por elas mesmas tem aceitado tais dogmas como a trindade pela qual não há nenhuma autoridade precisa nos evangelhos.” Revista Life – Católica 30/10/50.
- Igreja Adventista: “A doutrina da Trindade foi estabelecida na igreja pelo Concílio de Nicéia em 325 A.D. Essa doutrina destrói a personalidade de Deus e seu Filho Jesus Cristo, nosso Senhor. A forma infame como foi imposta à igreja, aparece nas páginas da história eclesiástica, que causa aos que acreditam na doutrina corar de vergonha.” Adventist Review, 6 de Março de 1855. J. N. Andrews.
- Espiritismo: "Essa concepção trinitária, tão obscura, tão incompreensível, oferecia, entretanto, grande vantagem às pretensões da Igreja. Permitia-lhe fazer de Jesus Cristo um Deus. Conferia ao poderoso Espírito, e que ela chama seu fundador, um prestígio, uma autoridade, cujo esplendor sobre ela recaía e assegurava o seu poder" (Cristianismo e Espiritismo, p. 73).
- Testemunhas de Jeová: "Pode alguém ser o único Deus, somente (ele ser) verdadeiro Deus, se houver mais dois outros que são Deus no mesmo grau que ele? Quaisquer outros referidos por deuses devem ser falsos ou meramente um reflexo do verdadeiro Deus" (Raciocínios à Base das Escrituras, p. 403).